# Základna a nadstavba

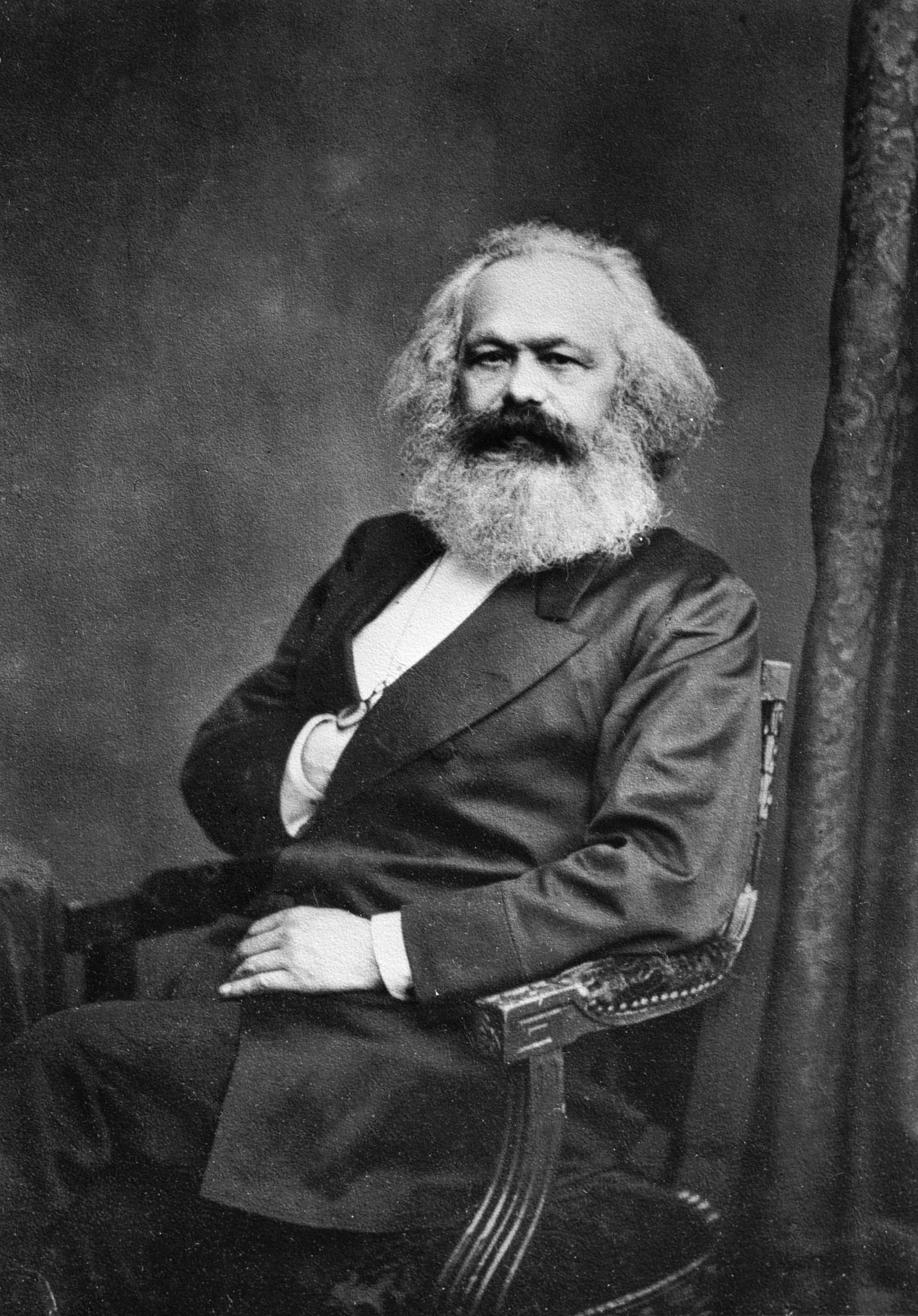
Karl Marx

Základna a nadstavba jsou pojmy patřící k nejdůležitějším koncepcím marxismu. Těmto pojmům se poprvé věnoval německý filosof Karl Marx (1818–1883) ve svém díle Ke kritice politické ekonomie (1859).
Základnou rozumí marxismus souhrn výrobních vztahů lidí. Z hlediska svého obsahu se ničím neliší od pojmu „výrobní vztahy“. Přesto však to jsou různé pojmy. Výrobní vztahy souvztažné s výrobními silami jsou stránkou vyrobního způsobu. Základna je však souvztažná s tím, co na ní spočívá — s nadstavbou.
Základna určuje nadstavbu, která představuje duchovní kulturu, vzdělání, zdravotnictví apod. Ekonomická základna tvoří klíčový společenský faktor a určuje nadstavbu, která je tedy odrazem hospodářské sféry. Mezi základnou a nadstavbou existuje dialektická propojenost, tedy jsou vzájemně stále ovlivňovány a podmiňovány. Tato koncepce je nazývána materialistický determinismus a skrze tuto teorii nahlíží marxismus na společnost. Zatím co základna slouží společnosti ekonomicky, slouží nadstavba společnosti politickými, právnímí, estetickými a jinými idejemi a vytváří pro společnost příslušné politické, právní a jiné instituce.

## Vztahy a interakce mezi základnou a nadstavbou
V devadesátých letech se někteří činitelé, vydávající se za stoupence marxismu, snažili vykládat materialistické pojetí dějin jako koncepci, která přiznává jen jednostrannou závislost všech jevů ve společnosti na ekonomickém faktoru a popírá možnost aktivního vlivu politických a různých ideologických forem společenského života na historický proces. V dopisech Blochovi a Schmidtovi z roku 1890 vyvrátil Friedrich Engels tuto karikaturu marxismu a podal klasickou formulaci materialistického pojetí dějin. Zdůrazňuje tezi o aktivní úloze nadstavby, o jejím zpětném vlivu a působení na ekonomickou základnu, o relativní samostatnosti vývoje různých forem nadstavby, například politické, ideologické atp. Určující význam ekonomické základny, prohlašuje Engels, nevylučuje aktivní vliv nadstavby, naopak, předpokládá ho.
Existuje několik možných teorií o vztazích mezi základnou a nadstavbou. V samotné základně musíme hledat pokyny na pochopení společenského fenoménu který patří k nadstavbě.
Podle Marxovy teorie, existuje interakce mezi základnou a nadstavbou. Říká, že základna je dominantní a má vliv na fungování nadstavby. V některých případech má naopak vliv nadstavba na základnu. Obecně se dá říct, že nadstavba je reflexí základny.
Engelsův diskurz vychází z analýzy vztahů mezi základnou a nadstavbou, že politický, soudní, filozofický a umělecký vývoj závisí na ekonomickém vývoji. Není to však tak, že by ekonomický vývoj byl jedinou hybnou silou celkového vývoje.
Italský marxistický filozof A. Gramsci se věnuje interakci mezi základnou a nadstavbou v kapitalistické společnosti. V kapitalismu má hegemoní postavení nadstavba a značně ovlivňuje fungování základny.

## Model a Marxovo chápání

### Základna a nadstavba
Základna je tvořena silami a výrobními vztahy – vztahy zaměstnavatelů a zaměstnanců, technickou dělbou práce a majetkovými vztahy, tedy výrobními silami a výrobními vztahy - do kterých lidé vstupují, aby zajistili výrobní prostředky a vybavení života. Tyto vztahy určují jiné sociální vztahy a představy, které jsou v této teorii nazývány jako „nadstavba“. Jako prvky základny lze označit nástroje potřebné k výrobě, ať už ty jednoduché či těžké stroje, ale třeba i suroviny.
Nadstavba společnosti zahrnuje kulturu, instituce, struktury politické moci, role, rituály a stát. Základna ovlivňuje (podmiňuje) nadstavbu, ale jejich vztah není striktně kauzální, protože nadstavba často také ovlivňuje základnu, vliv základny však převažuje. V ortodoxním marxismu ovlivňuje základna nadstavbu jednosměrně.
Zjednodušeně je reálná základna společnosti tvořena ekonomickou strukturou společnosti, zatímco nadstavba formou společenského vědomí, je tedy právní a
politická, nese v sobě i vojenské, vědecké, vzdělávací, umělecké a náboženské instituce. Zároveň v nadstavbě nalézáme složku "společenského vědomí", určitý přesah. "Bytí lidí není určováno jejich vědomím,
nýbrž naopak, jejich vědomí je určováno jejich společenským bytím."  Pokud společnost nemá dobrý ekonomický základ, který ji určuje, nemůže vystavět kulturní a politickou (a další) nadstavbu.
Obě dvě tyto části jsou ale v různých společnostech různě modifikovány a jinak vystavěny. Mohou být tedy jinak vyspělé, skládat se z odlišných částí.
Základnu a nadstavbu je možno chápat dvěma způsoby - jako kategorie méně či více složité. V jednodušším pojetí je základna tvořena pouze výrobními vztahy typickými pro určitou společenskoekonomickou formaci, tzn. pouze v ní dominující. Nadstavba se pak skládá z forem vědomí a organizací, které rostou na jejich základě a upevňují je. V komplikovanějším pojetí je základna tvořena souhrnem výrobních vztahů (nejen vztahy dominující, ale i ostatní, které je doprovázejí). V tomto případě pak nadstavbu tvoří obsahy vědomí a organizační vztahy vyrůstající z této složité základny a upevňující ji. V kapitalistické společnosti s feudálními pozůstatky ve své základně by při jednodušším pojetí byly součástí nadstavby pouze strany reprezentující kapitalistické zájmy. Zatímco v druhém, složitějším, pojetí by nadstavbu tvořily i strany reprezentující feudály.
Marx chápe teorii základny a nadstavby takto: Lidé během svých životů vstupují (ať už chtěně či nechtěně) do určitých, nutných, na své vůli nezávislých vztahů, výrobních vztahů odpovídajících určitému vývojovému stupni jejich materiálních výrobních sil. Ekonomická struktura společnosti (reálná základna) je tvořena právě souborem všech těchto výrobních vztahů. Na této reálné základně se zvedá právní a politická nadstavba a odpovídají jí určité formy společenského vědomí.
Marxova teorie v intelektuálním kontextu tehdejší doby
Marx se v této své teorii liší od Comta a zejména Hegela. Podle nich je totiž vývoj společnosti zapříčiněn vývojem idejí, ducha a poznání. Podle Marxe jsou určujícím faktorem pro vývoj společnosti naopak materiální podmínky, ve kterých lidé žijí. Pro tehdejší intelektuální prostředí byl tento Marxův materiální postoj velice nesamozřejmý.
Marxův koncept přímo svádí k jednosměrnému determinismu (tj. společenská nadstavba je určována ekonomickou základnou). To vedlo k nedorozumění, během kterého se celá pozdější sociologie pokouší Marxe vyvrátit poukázáním na určující vliv rozmanitých složek nadstavby na ekonomický rozvoj základny. Přehlíželo se ovšem to, že Marxova teorie vycházela z polemiky s filozofickým idealismem. Pouze v tomto kontextu stavěl Marx kategorii bytí proti kategorii vědomí. Rozlišení mezi základnou a nadstavbou má tak v jeho teorii do značné míry smysl jen ve vztahu ke kritice idealistických filosofických koncepcí, které si usilovaly o vysvětlení povahy světa a společnosti z idejí či poznání.
V rovině sociologické, tedy ve vztahu mezi lidským jednáním a hodnotami, na které se toto jednání orientuje, je situace méně jednoznačná. Marx nepopírá význam obsahu vědomí pro lidské jednání. Tím by jasně degradoval člověka na úroveň zvířete. Nepopírá ani význam institucí pro charakter ekonomiky země. V návaznosti na to by nekritizoval ani zaostalost německých poměrů jako příčinu pomalého vývoje ekonomiky, směrem ke kapitalismu.

## Marxova teorie v dílech jiných autorů, kritika
Marxovu teorii "základny a nadstavby" můžeme zařadit do disciplín jakými jsou politická věda, sociologie, antropologie a psychologie. Zároveň se v každé z těchto společenských věd můžeme setkat s rozdílnou interpretací této teorie.

### Auguste Comte
Na rozdíl od Comta, který viděl dějiny jako vývoj myšlení, od kterého se potom odvíjí vše ostatní, Marx byl materialista, protože veškerý dějinný pohyb odvozoval ze změn ekonomických. Rané Marxovy práce uznávají možnost zpětného ovlivnění základny nadstavbou, zatímco pozdější práce zastávají přísné stanovisko jednosměrného vlivu základny na nadstavbu. Nejprve jsou tedy ekonomikou nastaveny podmínky, které následně vytvářejí nové společenské vědomí. Náboženství Marx chápal jako historickou nutnost, která postupně odezní.

### Max Weber
Jednou z nejznámějších reakcí na tuto teoretickou koncepci je Weberova práce Protestantská etika a duch kapitalismu, která logiku Marxovy interpretace obrací, když vysvětluje vznik kapitalismu na základě specifických vlastností protestantské víry. Zatímco Marx považoval původní hromadění kapitálu za výsledek využívání kolonií a pracovního vykořisťování, pro Webera byla akumulace kapitálu produktem protestantské etiky a racionalizace práce.

### Antonio Gramsci
Gramsci ve svých dílech odmítá uznat vztahy mezi základnou a nadstavbou tak, jak jsou definovány v marxismu. Podle něj, a také neomarxistů, změny v základně nemají na nadstavbu až takový vliv, aby ovlivnily sféru politickou, právní atd. Zároveň odmítá „nadvládu“ ekonomie, tedy základny, nad ostatními prvky společnosti - právě nadstavba ovlivňuje myšlení lidí, díky čemuž se u moci drží kapitalisté. Tato koncepce se nazývá teorie hegemonie, tedy že k udržení moci a bojem mezi třídami není zapotřebí jen síla, lze toho dosáhnout i skrze myšlenky, tedy nadstavbu.